# Volker Finke
Volker Finke (ur. 24 marca 1948 w Nienburgu) – niemiecki trener piłkarski, obecnie bez klubu. Wcześniej prowadził m.in. 1. FC Köln, SC Freiburg, w którym to klubie spędził 16 lat. Prowadził także reprezentację Kamerunu na Mistrzostwach Świata 2014 oraz Pucharze Narodów Afryki 2015.